# Народний поет Башкортостану
Народний поет Башкортостану (башк. Башҡортостандың халыҡ шағиры) — почесне звання Республіки Башкортостан.

## Історія
22 жовтня 1939 року затверджений Указ Президії Верховної Ради Башкирської АРСР «Про встановлення почесного звання "Народний поет Башкирської АРСР"».
18 квітня 1996 року Указом Президента Республіки Башкортостан було затверджено «Положення про надання видатних звання "Народний поет Республіки Башкортостан"».

## Підстави нагородження
Звання присвоюється Президентом Республіки Башкортостан, після розгляду представлення до присвоєння почесного звання «Народний поет Республіки Башкортостан» і нагородного листа встановленого зразка.
Особам, удостоєним почесного звання, вручаються Грамота Республіки Башкортостан про присвоєння почесного звання і нагрудний знак «Народний поет Республіки Башкортостан», який носиться на правій стороні грудей.

## Список володарів почесного звання

### «Народний поет Башкирської АРСР»
- Мажит Гафурі
- Рашит Нігматі (1959)
- Мустай Карім (1963)
- Сайфі Кудаш (1964)

### «Народний поет Республіки Башкортостан»
- Рамі Гаріпов (1992)
- Назар Наджмі (1992)
- Бікбаєв Равіль Тухватович (1992)
- Атнабаєв Ангам Касимович (1997)
- Карімов Марат Набієвич (2003)
- Юсупов Тимербай Юсупович (2003)
- Філіппов Олександр Павлович (2004)
- Ігебаєв Абдулхак Хажмухаметович (2010)
- Кадім Аралбай (2011)
- Пекахія Тугузбаєва (2014)